# Alitta succinea
Alitta succinea és una espècie d'anèl·lid poliquet de la família Nereididae. S'ha trobat a tot Europa i a l'Atlàntic nord-occidental, així com al Golf de Maine i a Sud-àfrica.

## Sinònims
- Neanthes perrieri Saint-Joseph, 1898 (sinònim subjectiu)
- Neanthes succinea (Frey & Leuckart, 1847)
- Nereis australis Treadwell, 1923 (sinònim subjectiu)
- Nereis saltoni Hartman, 1936 (sinònim subjectiu)
- Nereis succinea (Frey & Leuckart, 1847)
- Nereis acutifolia Ehlers, 1901 (sinònim subjectiu)
- Nereis belawanensis Pflugfelder, 1933 (sinònim subjectiu)
- Nereis glandulosa Ehlers, 1908 (sinònim subjectiu)
- Nereis limbata Ehlers, 1868 (sinònim subjectiu)
- Nereis reibischi Heinen, 1911 (sinònim subjectiu)
- Nereis succinea Frey & Leuckart, 1847